# Staré Buky
Staré Buky (en allemand : Altenbuch) est une commune du district de Trutnov, dans la région de Hradec Králové, en Tchéquie. Sa population s'élevait à 607 habitants en 2020.

## Géographie
Staré Buky se trouve à 6 km au sud-ouest du centre de Trutnov, à 36 km au nord de Hradec Králové et à 114 km au nord-est de Prague.
La commune est limitée par Trutnov au nord et à l'est, par Hajnice au sud et par Pilníkov à l'ouest.

## Histoire
La première mention écrite de la localité date de 1355.

## Administration
La commune se compose de trois quartiers :
- Dolní Staré Buky
- Horní Staré Buky
- Prostřední Staré Buky